# Stazione di Caselle (1868)
La stazione di Caselle è stata una stazione ferroviaria situata sulla linea Ferrovia Torino-Ceres, era a servizio del centro abitato di Caselle Torinese.

## Storia
La stazione di Caselle, anch'essa progettata dall'ing. Cappuccio nel 1868, era una costruzione a due piani fuori terra, tetto a falde con struttura in legno mentre la struttura dell'edificio era in mattoni; addossata al fabbricato viaggiatori c'era una pensilina a falda unica in ghisa con rivestimento di lamiera. Continuò il suo esercizio fino alla sua chiusura avvenuta nel 2001, sostituita dalla nuova stazione posta a qualche centinaio di metri a sud.

## Strutture e impianti
La stazione era composta da un fabbricato viaggiatori (tuttora esistente) e due binari più uno di servizio.

## Movimento
La stazione era servita da treni regionali, diretti a Ceres, gestita da SATTI.